# Neustadt am Rennsteig
Neustadt am Rennsteig is een plaats en voormalige gemeente in de Duitse deelstaat Thüringen en maakt deel uit van de Ilm-Kreis. Neustadt a.Rstg., op bijna 800 m boven zeeniveau de hoogst gelegen plaats in de wijde omtrek, ligt aan de wandel- en vroegere grensroute Rennsteig, niet ver van de grenssteen Großer Dreiherrenstein.

## Geschiedenis, economie
Tot en met de 16e eeuw lag hier een mijnbouwdorp. In de 17e eeuw werd dit verlaten, o.a. omdat het erts uitgeput raakte en vanwege de ellende van de Dertigjarige Oorlog. In 1698 begon men hier met ambachtelijke glasfabricage. Daaromheen vestigden zich o.a. houthakkers en houtskoolbranders. Later wisten de dorpelingen een karig bestaan op te bouwen met o.a. de productie van lucifers. 
Van 1883 tot 1998 had Neustadt een klein station aan een spoorlijn tussen Ilmenau en Großbreitenbach. Vanaf circa 1930 gaf men de lucifersfabricage eraan, en kwam het toerisme op, vanwege de historische betekenis van de Rennsteig en de toegenomen belangstelling voor de wandel- en andere buitensporten. Tot op de huidige dag bestaat Neustadt am Rennsteig vooral van het toerisme.
Neustadt am Rennsteig lag na 1866 in verschillende deelvorstendommen van het Duitse Keizerrijk. Het gedeelte aan de noordoostkant van de Rennsteig gedeelte lag in het Vorstendom Schwarzburg-Sondershausen (1806-1918), en het zuidwestelijke gedeelte in het Hertogdom Saksen-Meiningen. De Rennsteig vormde de, door de Große Dreiherrenstein gemarkeerde, grens tussen deze twee gebieden. Deze grens deelde het plaatsje dus in tweeën, zodat dit tot 1923 twee gemeentebesturen en burgemeesters, en tot 2016, toen één kerk wegens instortingsgevaar gesloopt werd, twee kerkgemeentes en twee kerkgebouwen had.
De gemeente maakte deel uit van de Verwaltungsgemeinschaft Langer Berg tot deze op 6 juli 2018 werd opgeheven. Neustadt am Rennsteig werd hierop opgenomen in de Verwaltungsgemeinschaft Großbreitenbach, Deze werd op 1 januari 2019 opgeheven toen alle gemeenten van het samenwerkingsverband werden opgenomen in de gemeente Großbreitenbach. Het plaatsje onderhoudt een jumelage met Ehringshausen in de Lahn-Dill-Kreis. Verder is het lid van het vriendschapsverbond Neustadt in Europa; zie ook: Nieuwe Stad (plaatsnaam).

## Afbeeldingen

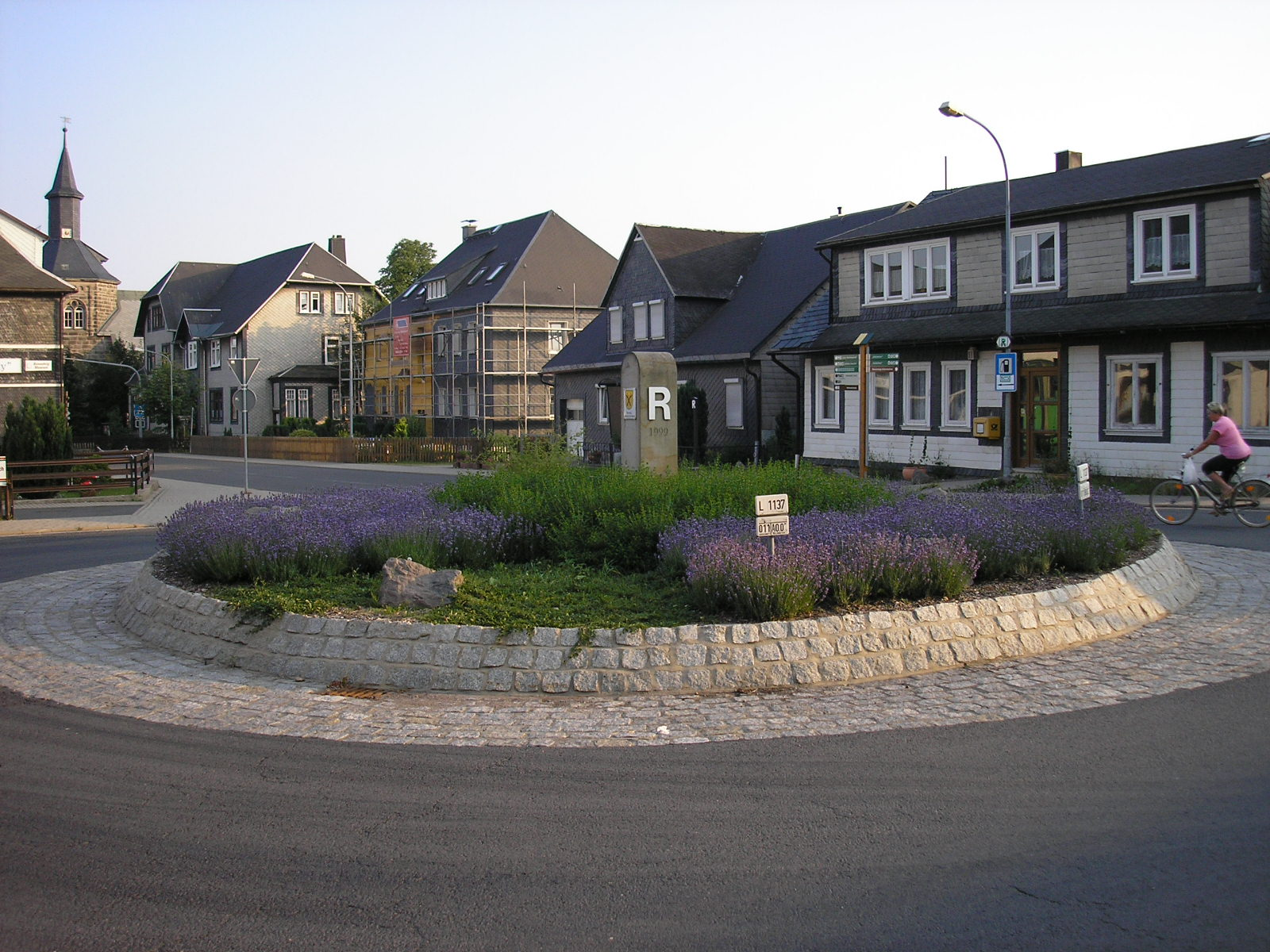
Dorpsplein met markeringspaal van de Rennsteig (met grote R)
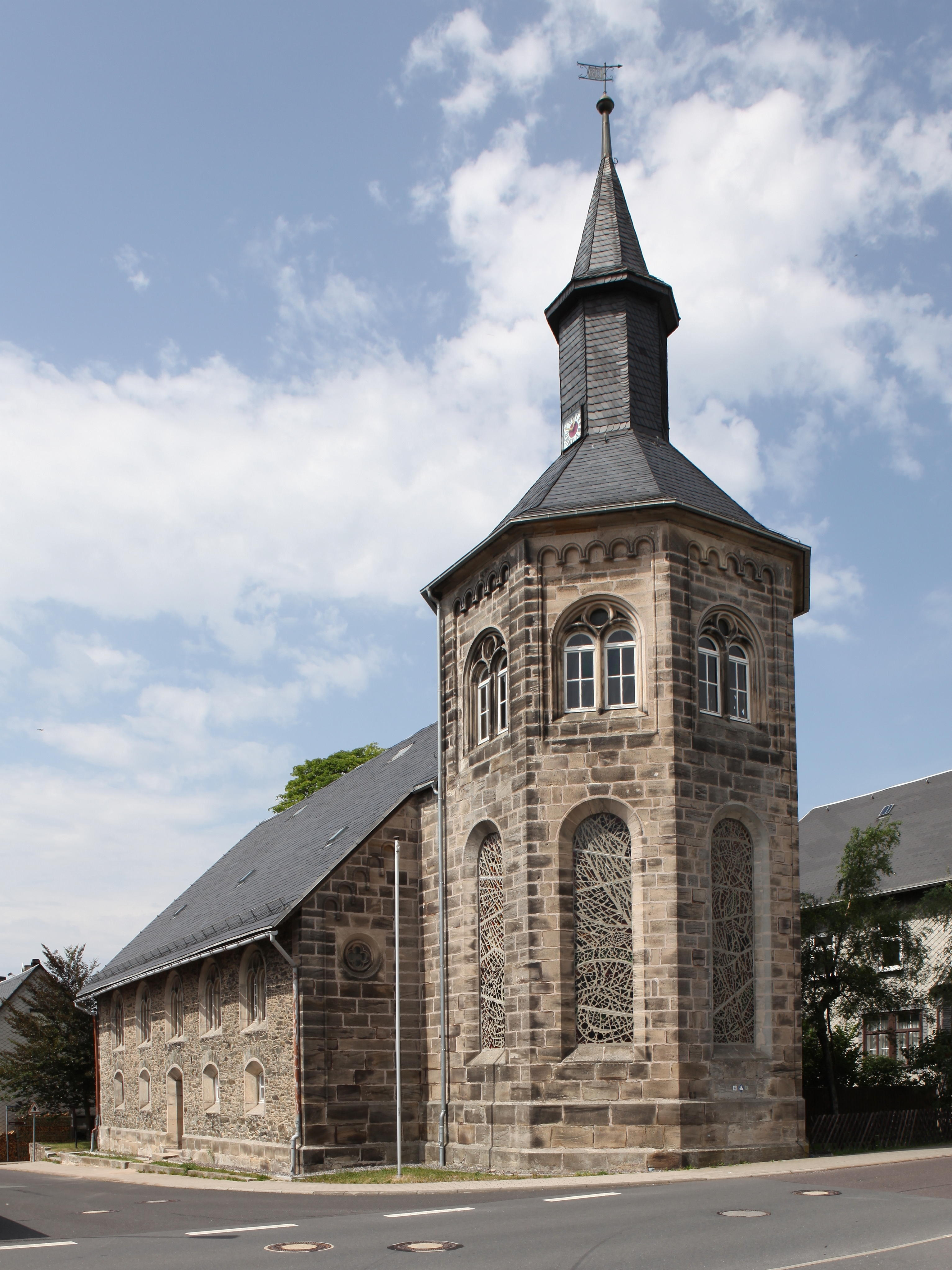
Evang.-lutherse Sint-Michaëlskerk of Meiningische Kirche
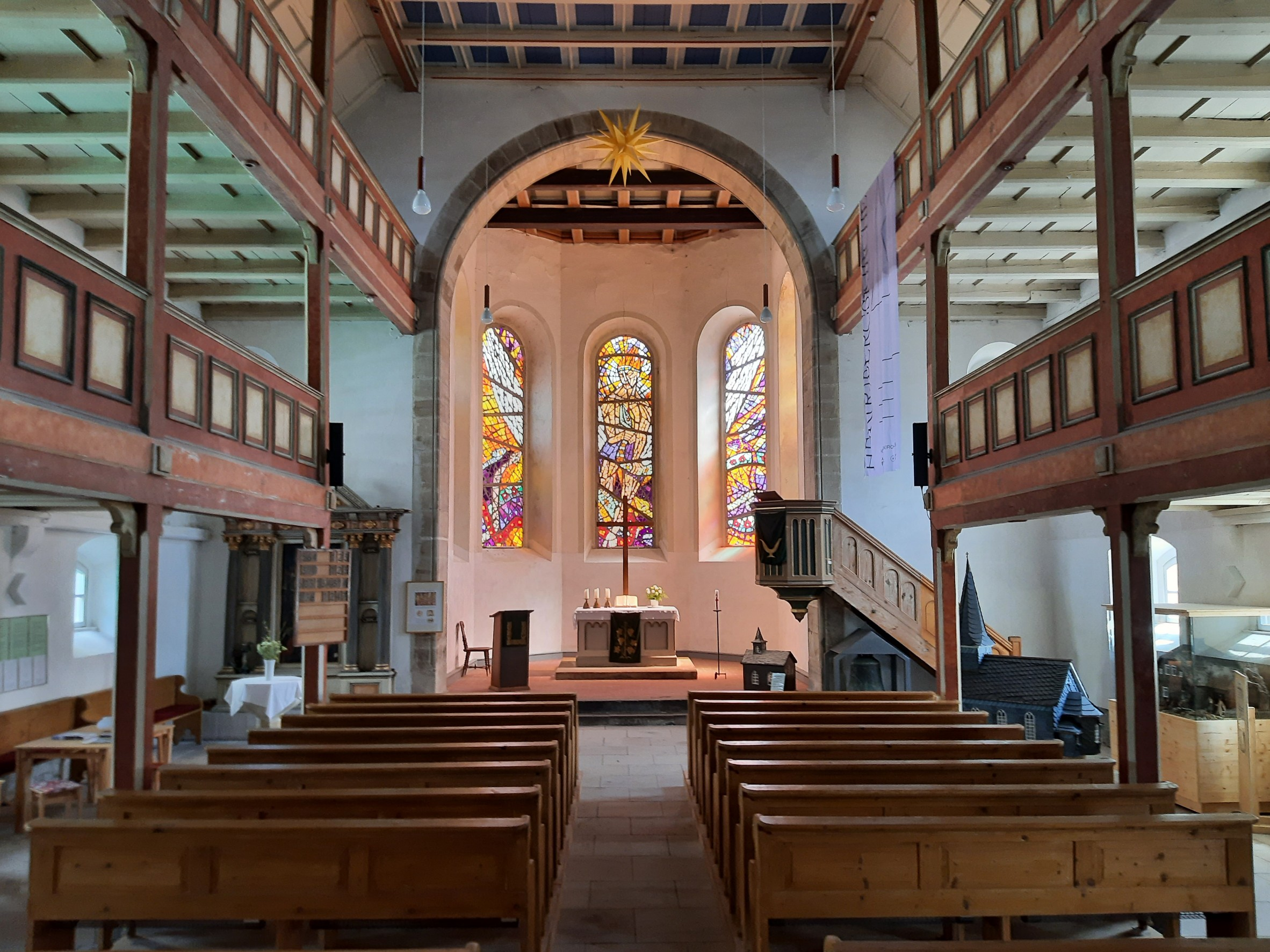
Interieur van dit kerkgebouw
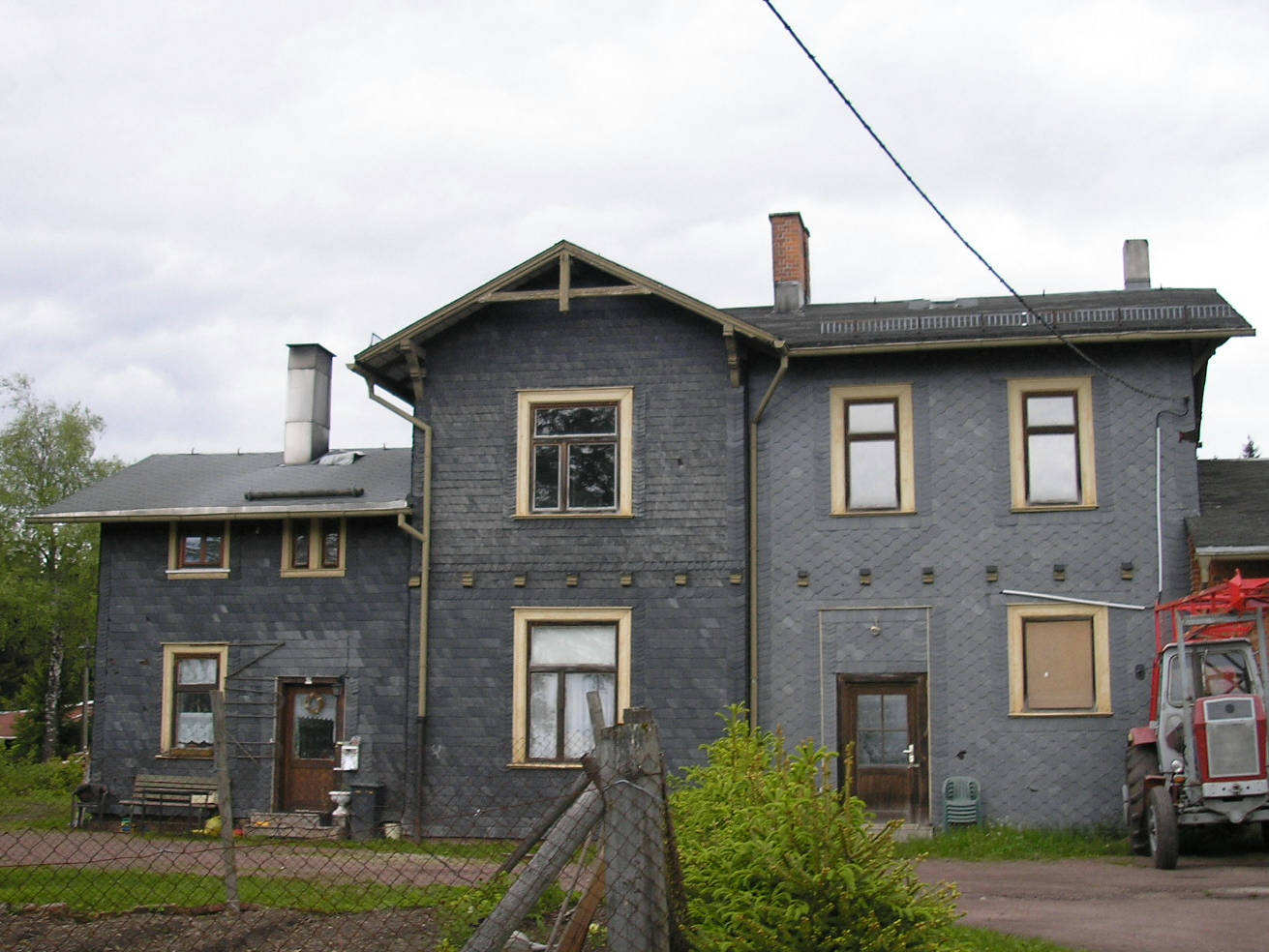
Voormalig station
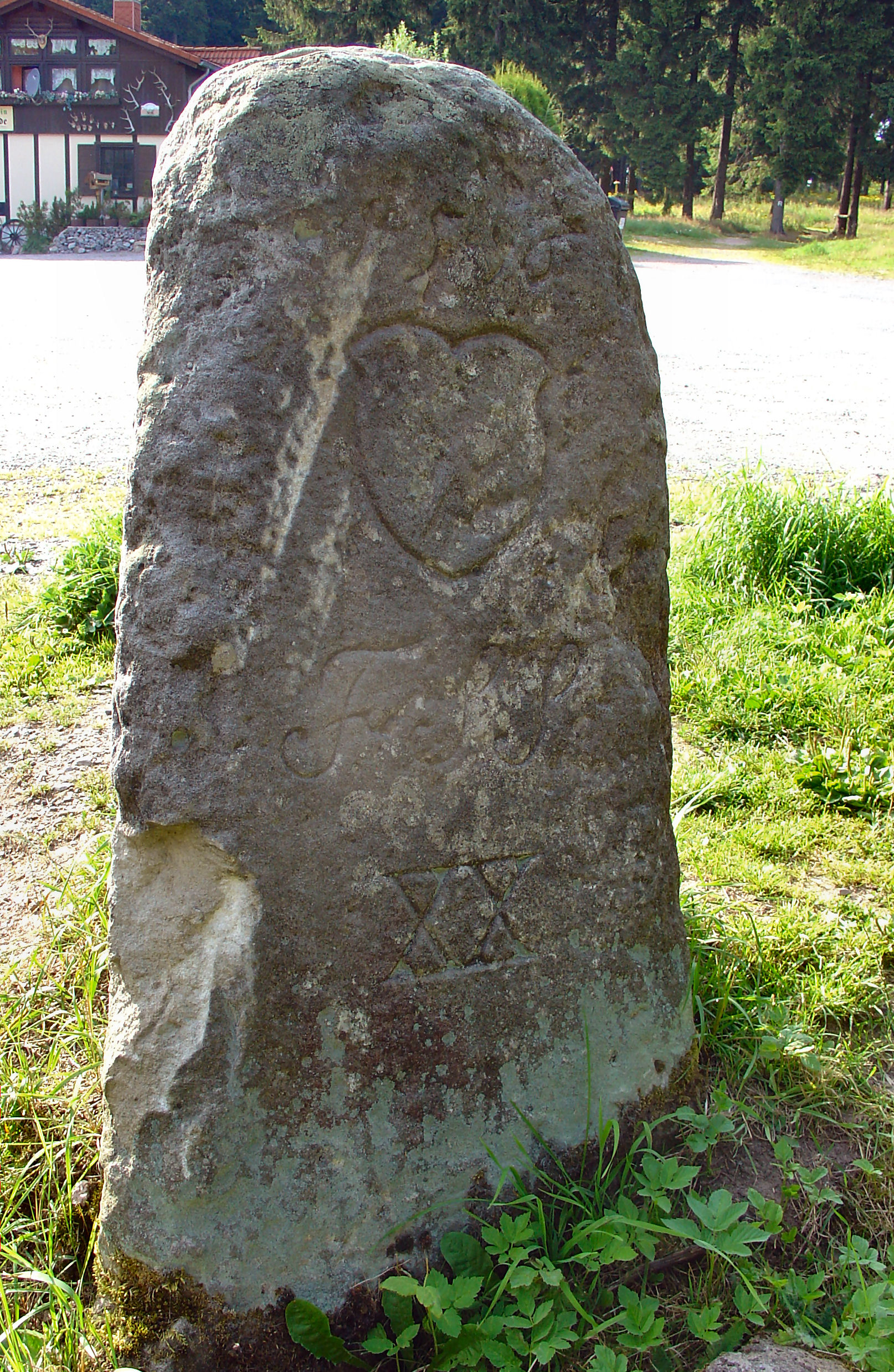
Noordoostkant Großer Dreiherrenstein aan de Rennsteig;

Bijzonder zijn de vijf glas-in-loodramen in de Sint-Michaëlskerk (bouwjaar 1859), die in 1989-1990 zijn gemaakt door een regionaal bekende glazenier. Ze stellen de aartsengel Michaël, de vorst der hemelse legerscharen, voor, terwijl hij strijdt tegen zeven slangen, die de zeven hoofdzonden symboliseren.
In het dorp staat een aan de Rennsteig gewijd museum. 
In de winter wordt hier, bij voldoende sneeuw, veel aan langlaufen en, in mindere mate, ook wel andere skisport gedaan. In de zomer komen hier veel wandel- en fietstoeristen. Er is veel aanbod in overnachtingsmogelijkheden. Zelfs in de dorpskerk kunnen rugzaktoeristen 's zomers overnachten.
Allersdorf · Altenfeld · Böhlen · Friedersdorf · Gillersdorf · Großbreitenbach · Herschdorf · Neustadt am Rennsteig · Wildenspring · Willmersdorf